# Marsannay (AOC)
Pour l’article homonyme, voir Marsannay.
Le marsannay est un vin français d'appellation d'origine contrôlée, produit sur les communes de Chenôve, Marsannay-la-Côte et Couchey, dans le département de la Côte-d'Or.
Il s'agit de l'appellation la plus septentrionale du vignoble de la côte de Nuits, juste au sud de Dijon ; elle a la particularité d'être produite dans les trois couleurs, en rouge (majoritairement, 76 % de le production en 2023), blanc (16 %) et rosé (cette dernière se faisant rare avec 6 % de la production en 2023).

## Histoire

### Développement du vignoble
On attribue à la période romaine l'implantation de la viticulture dans l'actuelle Bourgogne ; plusieurs fouilles archéologiques la prouvent pour la fin du Ier siècle, notamment celle à Gevrey-Chambertin en 2008-2009 (au lieu-dit « Au-dessus de Bergis », interprétée comme étant les restes d'une vigne en pergolette sur plaine argileuse). Ce vignoble de plaine se serait implanté sur le coteau seulement à partir du haut Moyen Âge, avec aménagement progressif d'un parcellaire délimité par des haies, des murs, des murgers et des chemins. La première mention de Marcennacum (Marsannay) et de Cocheianum (Couchey) remonterait au VIIe siècle. La chronique de l'abbaye Saint-Pierre de Bèze indique que des vignes de Cochoiacum (Couchey) ont été données par Amalgaire en 630. En 653, l'évêque Léger d'Autun lègue ses biens aux chanoines de son chapitre ; son don comprend notamment une terre familiale à Canavis villa (Chenôve), à condition qu'ils y construisent une habitation et la mettent en culture. En l'an mil, le domaine comprend un clos de 130 ouvrées (5 ha), ceinturé d'un mur de pierres sèches, ainsi que quelques parcelles dispersées sur le finage, pour un total de 220 ouvrées (9,5 ha). Copiacum (Couchey) figure sur une charte de l'abbaye Saint-Étienne de Dijon à la fin du VIIIe siècle. En 882, Aubert donna au prieur de Saint-Étienne « sept pièces de vignes à Marsannay, dans le canton d'Oscheret ».
Les ducs de Bourgogne possédaient un vaste domaine à Chenôve (estimé à 50 hectares), avec une cuverie équipée de deux pressoirs reconstruite au début du XVe siècle, qui a été utilisé jusqu'à 1926. En août 1395, le duc Philippe le Hardi décida d'améliorer la qualité des vins en interdisant la culture du gamay au profit du pinot noir sur ses terres : cet ordre est renouvelé plusieurs fois, ce qui fait douter de son efficacité. Enfin en 1416, Charles VI fixa par un édit les limites de production du vin de Bourgogne. En 1422, d'après les archives, les vendanges eurent lieu en côte de Nuits au mois d'août. À la mort de Charles le Téméraire, le vignoble de Bourgogne fut rattaché au royaume de France, sous le règne de Louis XI : le domaine ducal à Chenôve devient le « clos du Roi ».
Fin XVIIIe siècle, la Description du duché de Bourgogne de l'abbé Courtépée décrit rapidement Chenôve « Ce beau village […] a un très-bon vignoble », Marsannay-la-Côte (appelée alors aussi Marcenay-la-Montagne) « ce pays vignoble produit d'assez bon vins » et Couchey « situé au bas de la Côte, à 300 pas de la grande route, a un vignoble qui donne du bon vin d'ordinaire », sans mentionner aucun climat. En 1791 et 1793, le clos du Chapitre puis le clos du Roi (et ses pressoirs) sont vendus comme biens nationaux. En 1816, André Jullien, dans sa Topographie de tous les vignobles, met deux climats de Chenôve parmi les vins rouges de troisième classe (avec les crus de Gevrey, Chassagne, Alox, Savigny, Blagny et Santenay) : « Chenove, à une lieu de Dijon. Les crus qui peuvent figurer dans cette classe sont, le Clos du Roi et le Chapitre ; ils donnent des vins d'une couleur foncée, d'un bon goût, très solide, et qui acquièrent en vieillissant beaucoup de qualité et un bouquet agréable ; on les assimile à ceux des secondes cuvées de Nuits. Les autres parties de ce vignoble produisant des vins d'ordinaire de première et de seconde qualité. »

### Spécialisation en vin de soif
En 1831, le vignoble de Chenôve (couvrant alors 316 hectares), Marsannay-la-Côte (308 ha) et Couchey (210 ha) est considérée comme intégralement planté en gamay, pour produire du vin ordinaire, à destination des cabarets de Dijon. Ce type de vins, beaucoup moins onéreux à produire et immobilisant moins de capital lors de l'élevage, rapporte : le revenu imposable moyen pour toutes les vignes du canton est alors de 2,77 francs par ouvrée (produisant alors environ 100 litres), alors qu'il est de 7,57 francs pour un chambolle. Les auteurs de l'époque n'incluent d'ailleurs pas ces vignobles parmi ceux de la côte de Nuits, mais dans la « côte de Dijon » (avec les vignes de Perrigny-lès-Dijon, Longvic, Fleurey-sur-Ouche, Corcelles-les-Monts, Lantenay, Talant, Plombières, Fontaine-lès-Dijon, etc.). En 1855, le docteur Lavalle écrit dans son Histoire et statistique de la vigne et des grands vins de la Côte-d'Or : « Comme Dijon, Chenôve a perdu peu à peu ses grands vignobles. Le gamet, a qui les bas de cette commune avaient été cédés depuis longtemps, a monté peu à peu sur le coteau et le Clos-du-Roi lui-même est aujourd'hui son domaine. C'est à peine si on peut trouver encore sur le territoire de cette commune 10 à 12 hectares de vignes en plants fins dans les climats dits le Clos-du-Roi, les Chenevary, en Seloncourt, le Chapitre, le Bas-du-Chapitre, les Valandons ». Idem pour Marsannay et Couchey.

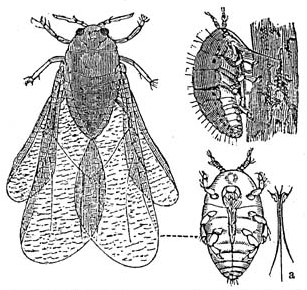
Le phylloxéra, tueur de vigne.

Dans les décennies 1830-1840, la pyrale survint et attaqua les feuilles de la vigne. Elle fut suivie d'une maladie cryptogamique, l'oïdium. Le millésime 1865 a donné des vins aux teneurs naturelles en sucres très élevées et des vendanges assez précoces. À la fin de ce siècle arrivèrent deux nouveaux fléaux de la vigne. Le premier fut le mildiou, autre maladie cryptogamique, le second le phylloxéra. Cet insecte térébrant venu d'Amérique tua la majorité du vignoble. La seule parade trouvée fut le replantage intégral avec greffage sur des pieds américains capables de vivre en présence du phylloxéra. Le mildiou provoqua un désastre considérable en 1910.
La création des appellations d'origine par la loi du 6 mai 1919 oblige les producteurs et le commerce à donner aux vins des noms conformes à leur origine, ce qui entraine la limitation par décision de justice du 29 avril 1930 de l'appellation bourgogne (qu'on pouvait compléter d'un nom de commune) aux seuls vins réalisés avec du pinot noir ou du chardonnay, rejetant le gamay, l'aligoté et les hybrides considérés comme de moindre qualité. Une cave coopérative est fondée à Marsannay-la-Côte en 1929 (ce qui n'est alors pas une exception en côte de Nuits : Morey, Chambolle puis Brochon ouvrent la leur en 1911, Gevrey et Nuits en 1912 ; la côte de Beaune est plus tardive avec Pommard en 1920 et Beaune en 1957). En 1936-1938, l'essentiel des appellations communales de la côte d'Or sont créées par décret, mais sans Marsannay et ses deux voisines.

### Remontée en gamme
La fête de la Saint-Vincent tournante est organisée en 1950 et 1975 à Marsannay-la-Côte, ainsi qu'en 1982 à Couchey, alors que l'appellation spécifique n'existe pas encore (furent proposés à la dégustation du bourgogne produit localement). Le gamay disparaît progressivement de l'encépagement local. À partir de 1961, au nom de l'appellation bourgogne (complété ou non par la mention « rosé » ou « clairet ») peut être adjoint la dénomination géographique « Marsannay ». En 1965, une première demande de création de l'appellation est bloquée en justice ; le rattachement des trois communes à l'aire d'appellation du côte-de-nuits-villages est refusé en 1979 et 1983 (opposition des vignerons de Corgoloin et de Comblanchien).
Les appellations « marsannay » (en rouge et en blanc) ainsi que « marsannay rosé » sont finalement créées le 19 mai 1987, avec une aire concernant Chenôve, Couchey et Marsannay-la-Côte ; les cépages autorisés sont comme aujourd'hui les pinot noir et pinot beurot (pour le rouge et le rosé), ainsi que les chardonnay et pinot blanc (pour le blanc). Les techniques en viticulture et œnologie évoluent pendant les cinquante années suivantes : l'enjambeur (remplaçant le cheval), vendange en vert, table de triage, cuve en inox, pressoir électrique puis pneumatique, etc. En 1993, Marsannay-la-Côte organise pour la troisième fois la Saint-Vincent tournante. Avec la canicule de 2003, les vendanges débutèrent pour certains domaines cette année-là à la mi-août, soit avec un mois d'avance, des vendanges très précoces qui ne s'étaient pas vues depuis 1422 et 1865 d'après les archives.
Le cahier des charges de l'appellation est modifié en 2009 (passage en AOP et réunion des trois couleurs), 2011 (augmentation des rendements, qui passent de 40 à 50 hl/ha en rouge, de 45 à 57 en blanc et  60 en rosé, et de la richesse en sucre), puis en 2019 (nouvelles délimitations). La reconnaissance de premiers crus au sein de l'appellation est en débat, avec demande de classement depuis 2012, en cours d'instruction auprès de l'INAO.
Les 28 et 29 janvier 2023, la fête de la Saint-Vincent tournante est organisée à Couchey, proposant à la dégustation des cuvées communes (élevées à partir des dons de 22 producteurs) de bourgogne aligoté 2020, de marsannay blanc 2018 et 2020, de marsannay rosé 2022, de marsannay rouge 2016 et 2017, ainsi que de marsannay rouge Champs Perdrix 2016 et 2018. 

### Étymologie
L'appellation a repris le nom de la commune de Marsannay-la-Côte (« la-Côte » pour la différencier de Marsannay-le-Bois, près d'Is-sur-Tille).

## Vignoble
Le vignoble s'étend sur les communes de Marsannay-la-Côte, Chenôve et Couchey, qui se situent dans le département de la Côte-d'Or, en Bourgogne. Au nord, Chenôve est limitrophe de Dijon et de ce qui reste de son vignoble (en appellation bourgogne, avec la particularité de la dénomination bourgogne montrecul), tandis que la limite méridionale de Couchey est à 12 km au nord de Nuits-Saint-Georges et borde Fixin son AOC le fixin.
À noter que le climat du Chapitre à Chenôve peut prétendre soit à l'appellation marsannay, soit à la dénomination bourgogne le chapitre, qui n'est actuellement plus revendiquée en pratique (aucun volume répertorié dans les données des Douanes ces dernières années), alors que cette dénomination géographique est toujours présente dans le cahier des charges de l'appellation « bourgogne » dans son édition de 2023.
En 2023, la surface déclarée en production pour l'appellation était de 283,7 hectares, dont 217,6 pour produire du rouge (77 % du vignoble), 51,9 du blanc (18 %) et 14 du rosé (5 %). En 2008, il couvrait selon le site du BIVB un total de 222 hectares ; la répartition par couleur était alors de 180 ha de vins rouges et rosés et 28 ha de vins blancs. À noter une particularité, l'aire parcellaire de l'appellation met à part des surfaces dédiées au marsannay rosé, situées systématiquement en bas, sur du plat.

### Géologie et orographie
L'aire d'appellation couvre un tronçon de la côte de Nuits, d'orientation générale du nord vers le sud ; son versant est donc face à l'est, profitant d'une bonne exposition au soleil, qui réchauffe les vignes dès le petit matin.
Le sous-sol est marqué par une série de failles nord-sud presque parallèles le long de la côte. Le coteau est sur de la roche du Jurassique moyen, avec successivement du calcaire à oolithe blanche, du calcaire de Prémeaux gris-beige (ces deux premiers du Bathonien), des marnes à Ostrea acuminata (des fossiles d'huîtres) et des calcaires à entroques sombres avec des tâches d'oxydes de fer (ces deux derniers du Bajocien). Les climats du Chapitre et du Clos du Roy ont la particularité d'être couverts d'éboulis appelés des grèzes litées. En plaine, les marnes de Bresse du Pliocène sont recouvertes d'une épaisse couche d'alluvions, avec notamment au nord les limons déposés par l'Ouche. Les sols sont argilo-calcaires, plus minces sur le coteau et plus épais en plaine.

### Climatologie
Le climat bourguignon est un climat tempéré océanique à légère tendance continentale. L'influence océanique se traduit par des pluies fréquentes en toutes saisons (avec néanmoins un maximum en automne et un minimum en été) et un temps changeant. L'influence semi-continentale se traduit par une amplitude thermique mensuelle plutôt élevée, se caractérisant par des hivers froids avec des chutes de neige relativement fréquentes, et des étés plus chauds que sur les littoraux, avec à l'occasion de violents orages. Les données climatiques de la station météorologique d'Ouges (l'aéroport de Dijon-Bourgogne, anciennement Dijon-Longvic) ci-dessous en rendent compte, mais cette station se situe en plaine, 7 km à l'est de l'aire d'appellation.
En raison de l'actuel réchauffement climatique, les vendanges sont souvent plus précoces de quelques jours (le débourrement, la floraison et la véraison de la vigne se faisant plus tôt).
| Mois                              | jan. | fév. | mars  | avril | mai   | juin  | jui.  | août  | sep.  | oct. | nov. | déc. | année   |
| --------------------------------- | ---- | ---- | ----- | ----- | ----- | ----- | ----- | ----- | ----- | ---- | ---- | ---- | ------- |
| Température minimale moyenne (°C) | −0,2 | 0    | 2,6   | 5,2   | 9,2   | 12,8  | 14,9  | 14,6  | 11    | 7,6  | 3,3  | 0,7  | 6,8     |
| Température moyenne (°C)          | 2,7  | 3,8  | 7,5   | 10,7  | 14,6  | 18,5  | 20,8  | 20,4  | 16,4  | 11,8 | 6,5  | 3,4  | 11,4    |
| Température maximale moyenne (°C) | 5,6  | 7,6  | 12,5  | 16,2  | 20    | 24,2  | 26,7  | 26,2  | 21,7  | 16,1 | 9,7  | 6,1  | 16,1    |
| Nombre de jours avec gel          | 16   | 14,6 | 7,7   | 2,1   | 0     | 0     | 0     | 0     | 0     | 1,1  | 6,5  | 13,6 | 61,6    |
| Ensoleillement (h)                | 60,8 | 95,1 | 159,8 | 193,7 | 215,5 | 240,3 | 256,9 | 239,7 | 190,9 | 118  | 66,5 | 52,9 | 1 890,1 |
| Précipitations (mm)               | 56,8 | 42,9 | 48,2  | 57,5  | 76,1  | 65,8  | 64,9  | 62    | 56,4  | 73,6 | 77,6 | 61,6 | 742,4   |

| Diagramme climatique                                  |          |             |             |           |              |              |            |            |             |            |            |
| J                                                     | F        | M           | A           | M         | J            | J            | A          | S          | O           | N          | D          |
| 5,6−0,256,8                                           | 7,6042,9 | 12,52,648,2 | 16,25,257,5 | 209,276,1 | 24,212,865,8 | 26,714,964,9 | 26,214,662 | 21,71156,4 | 16,17,673,6 | 9,73,377,6 | 6,10,761,6 |
| Moyennes : • Temp. maxi et mini °C • Précipitation mm |          |             |             |           |              |              |            |            |             |            |            |

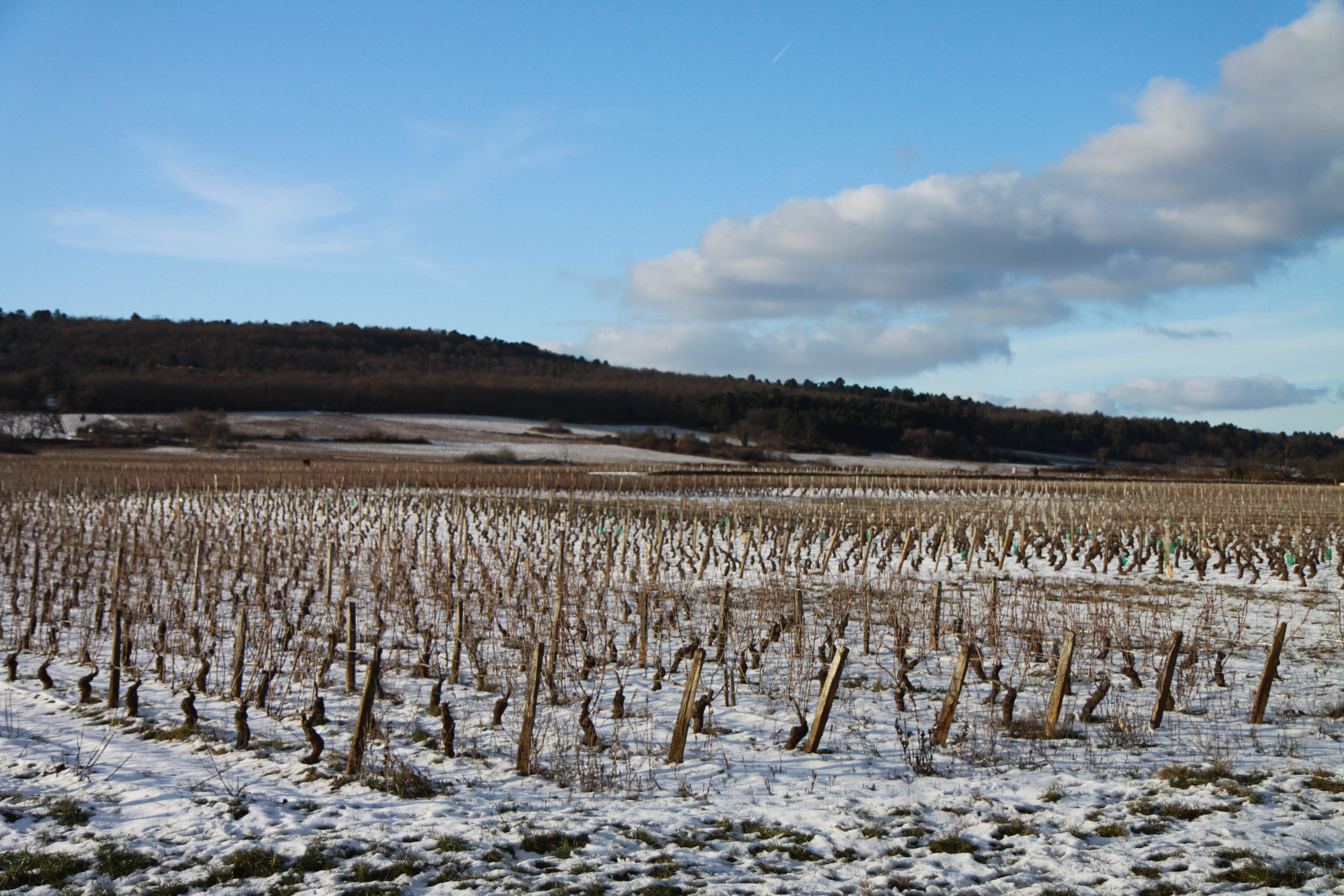
Vignes à Marsannay-la-Côte sous la neige.
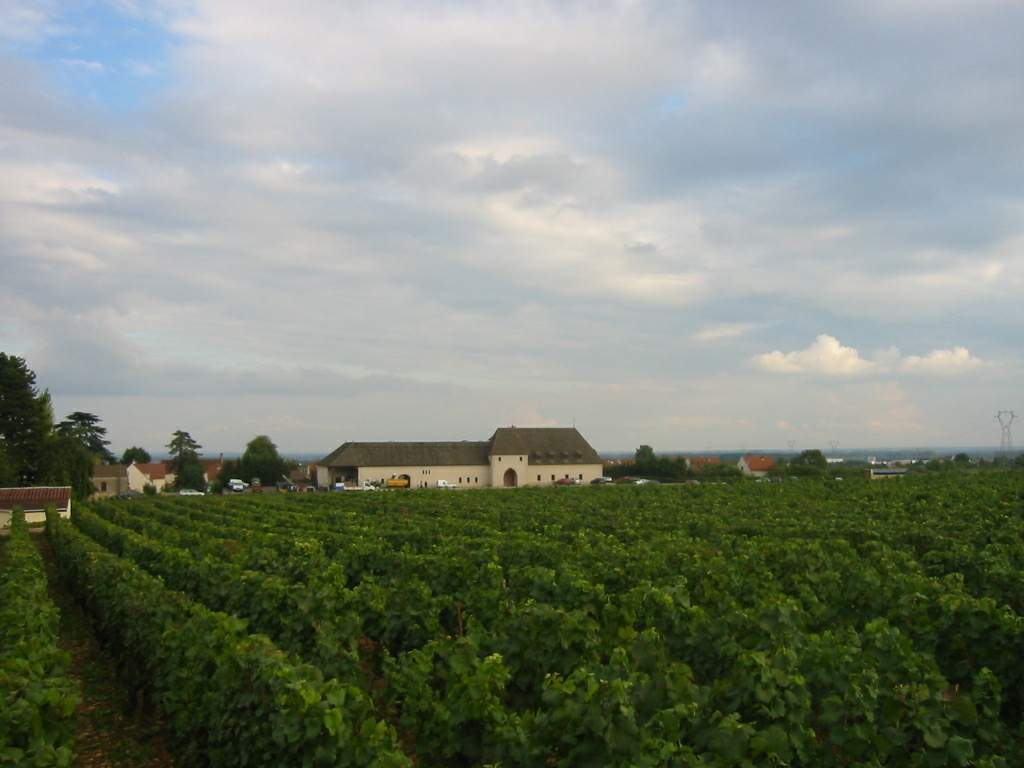
Le château de Marsannay entouré de vignes.
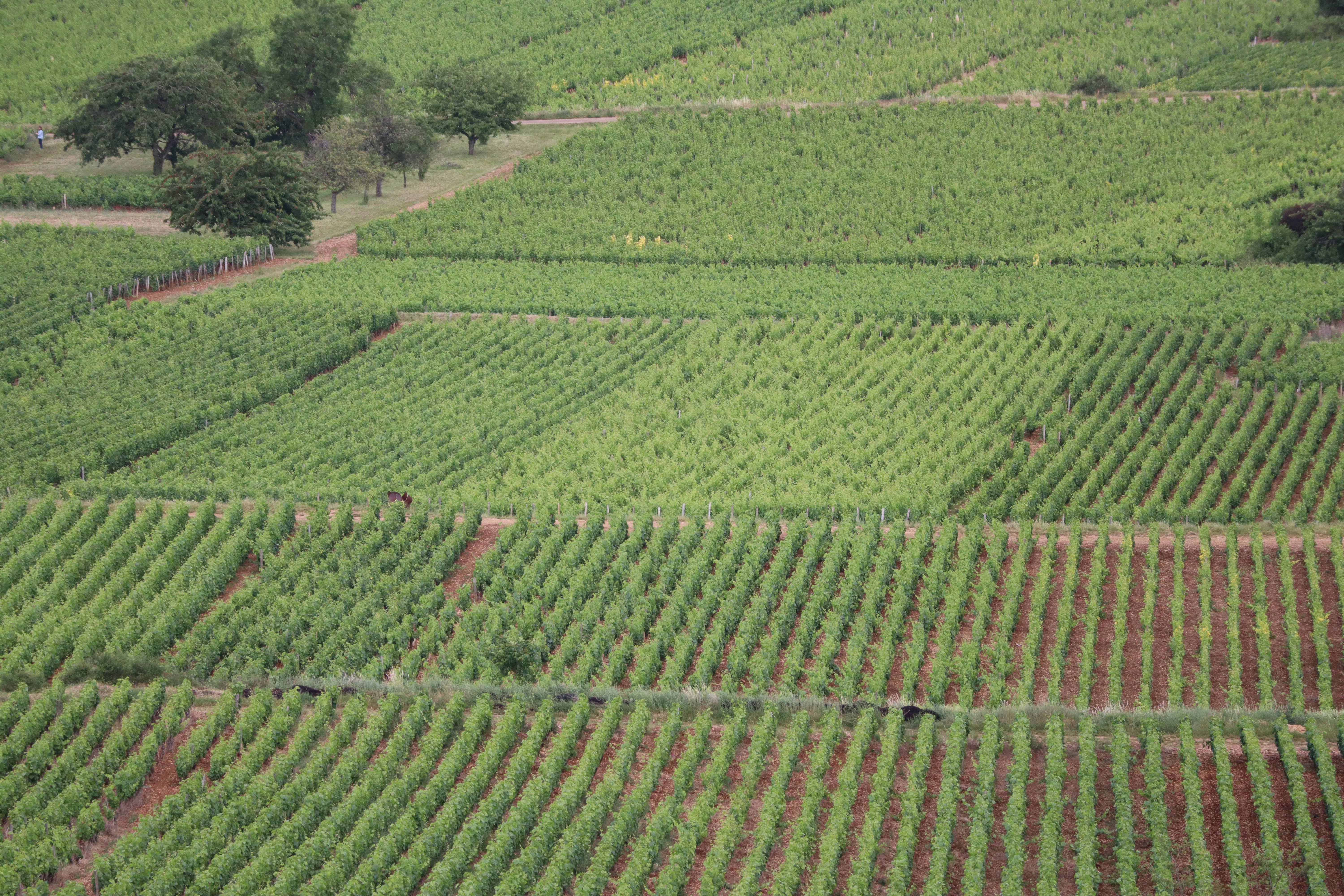
Vignes à Couchey, sur de faibles pentes.

### Lieux-dits
Plusieurs des climats de l'appellation marsannay sont annoncés comme devant être prochainement reconnus premiers crus (dans le prochain cahier des charges). Selon le site du syndicat des producteurs, il s'agirait de :
- sur Chenôve,
  - Le Clos du Roy ;
- sur Marsannay-la-Côte,
  - Longeroies ;
  - En la Montagne ;
  - Es Chezots ;
  - Charmes aux Prêtres ;
  - Boivin ;
  - Grasses Têtes ;
  - Clos de Jeu ;
  - Saint-Jacques ;
  - Favières ;
- sur Couchey,
  - Champ Salomon ;
  - Aux Genelières ;
  - Le Clos ;
  - Champs Perdrix[34].

### Encépagement
Les cépages autorisés par le cahier des charges de l'appellation pour faire du marsannay rouge sont le pinot noir N (qualifié de cépage principal), qui peut être complété jusqu'à 15 % avec du chardonnay B, du pinot blanc B ou du pinot gris G (appelé localement pinot beurot).
Pour le marsannay blanc, les cépages principaux sont le chardonnay B et le pinot blanc B, avec le pinot gris G comme cépage accessoire (limité à 10 % dans l'encépagement et à 30 % dans l'assemblage). 
Le marsannay rosé peut être réalisé avec le pinot noir N et le pinot gris G comme cépages principaux, qui peuvent être complétés jusqu'à 15 % par le chardonnay B et le pinot blanc B, cépages accessoires.
Le pinot noir est constitué de petites grappes denses, en forme de cône de pin (d'où son nom) composées de grains ovoïdes, de couleur bleu sombre. C'est un cépage délicat, qui est sensible aux principales maladies et en particulier au mildiou, au rougeot parasitaire, à la pourriture grise (sur grappes et sur feuilles), et aux cicadelles. Ce cépage, qui nécessite des ébourgeonnages soignés, a tendance à produire un nombre important de grapillons. Il profite pleinement du cycle végétatif pour mûrir en première époque. Le potentiel d'accumulation des sucres est élevé pour une acidité juste moyenne et parfois insuffisante à maturité. Les vins sont assez puissants, riches, colorés et de garde. Ils sont moyennement tanniques en général.
Le chardonnay sert à faire les vins blancs de l'appellation. Ses grappes sont relativement petites, cylindriques, moins denses que celles du pinot noir, constituées de grains irréguliers, assez petits, de couleur jaune doré. De maturation de première époque comme le pinot noir, il s'accommode mieux d'une humidité de fin de saison avec une meilleure résistance à la pourriture s'il n'est pas en situation de forte vigueur. Il est sensible à l'oïdium et à la flavescence dorée. Il débourre un peu avant le pinot noir, ce qui le rend également sensible aux gelées printanières. Les teneurs en sucre des baies peuvent atteindre des niveaux élevés tout en conservant une acidité importante, ce qui permet d'obtenir des vins particulièrement bien équilibrés, puissants et amples, avec beaucoup de gras et de volume.

### Méthodes culturales

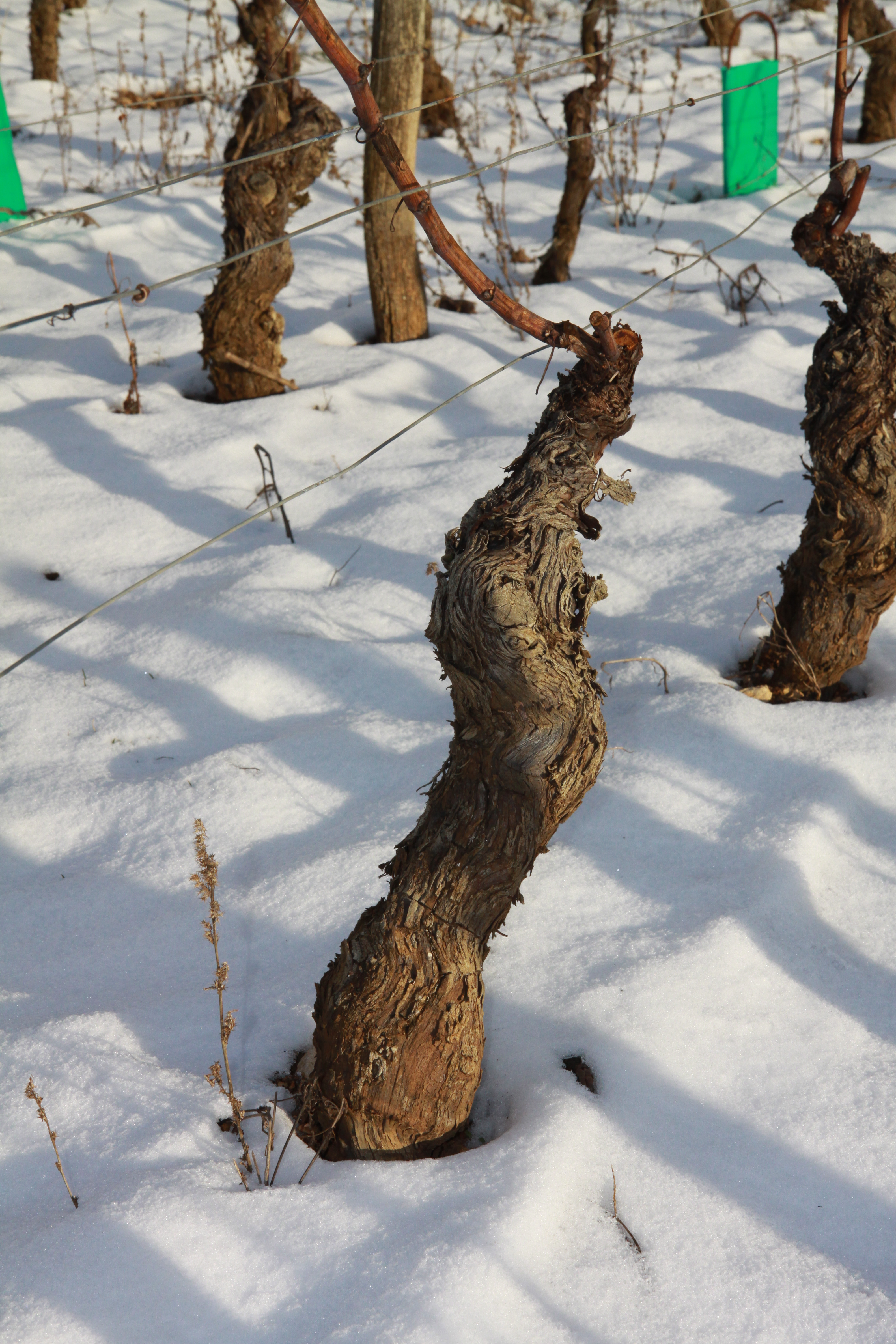
Pieds de vigne à Marsannay-la-Côte, taillé en Guyot simple : une baguette est laissée.

Le travail dans les vignes est en partie manuel, en partie mécanique (avec un enjambeur). Le travail commence pour le chardonnay à la fin de l'automne, dès que la plante est en période de repos, avec la taille qui peut être préparée à la machine (la prétailleuse permet de broyer le haut des sarments), mais qui se fait essentiellement à la main. Cette taille peut être en « cordon de Royat » avec trois à cinq corsons de deux à trois yeux sur un bras (avec un nombre total d'yeux francs inférieur ou égal à dix), en « Guyot simple » avec une baguette de cinq à huit yeux et un courson de un à trois yeux (le nombre d'yeux francs est limité à huit), ou en « taille Chablis » dans le cas du chardonnay (avec maximum huit yeux francs). Les sarments coupés sont brûlés, souvent sur place dans des brouettes.
Comme les maladies ou les accidents de charrue tuent chaque année quelques pieds, ceux-ci sont marqués avant l'hiver avec un ruban, puis ces ceps morts sont déracinés avec une machine (la tarière, montée sur l'enjambeur), un maximum de racines est arraché, laissant un trou pour la plantation du nouveau pied porte-greffe. Un labourage ou « griffage » peut être réalisé dans le but d'aérer les sols et de supprimer les herbes, complété par un buttage pour protéger les pieds du gel, avec débuttage au printemps. Les fils porteurs, piquets et tendeurs sont remis en état au cours de l'hiver pour obtenir des rangs bien palissés. À la toute fin de l'hiver et au début du printemps, la taille se termine : les branches sont ajustées à la longueur désirée, sont couchées à l'horizontale et attachées au fil de fer.
Au printemps, le producteur peut pratiquer un ébourgeonnage (echtinage : suppression d'une partie des sarments) dès que la vigne a commencé à pousser : cette méthode permet de réguler un peu les rendements d'améliorer l'alimentation des grappes et d'aérer la vigne (limitant ainsi les maladies). Le relevage est pratiqué lorsque la vigne commence à avoir bien poussé, ainsi que plusieurs rognages (consistant à passer l'enjambeur pour couper les rameaux de vignes qui dépassent du système de palissage) au début de l'été. Pour limiter l'enherbement entre les rangs (qui maintient de l'humidité) et empêcher les racines de se développer en surface, certains producteurs pratiquent un nouveau labourage ou passent la tondeuse, d'autres utilisent des herbicides (désherbage chimique). Pour protéger les pieds, les feuilles et les fruits des maladies cryptogamiques (mildiou, oïdium, pourriture grise, etc.) et des insectes ravageurs (eudémis et cochylis), plusieurs traitements des vignes sont pratiqués, avec des produits phytosanitaires (généralement chimiques, tel que la bouillie bordelaise contenant du sulfate de cuivre, utilisé comme fongicide) ou dans quelques cas avec des préparations biodynamiques. Des produits fertilisants sont utilisés, les viticulteurs faisant le choix entre les engrais chimiques et ceux naturels (compost ou fumier).
Une vendange en vert (coupe d'une partie des grappes lorsque les pieds sont trop chargés) peut être pratiquée : cette opération est faite dans le but de réguler les rendements et surtout de faciliter la maturité des raisins restants. Un effeuillage partiel peut être pratiqué au milieu de l'été, pour exposer les raisins à plus de soleil et limiter les maladies (qui sont favorisées par l'humidité). L'irrigation est interdite sur l'appellation. Enfin, la date du début des vendanges est choisie en fonction de la maturité du raisin (sa richesse en sucre) : le cahier des charges fixe un minimum en grammes de sucre par litre de moût de 178 en blanc et 180 en rouge (ce qui donnerait des vins faiblement alcoolisés, de 10,5 à 11 % vol), que les producteurs n'ont pas de mal à dépasser. Les vendanges peuvent se faire manuellement dans l'appellation, ce qui nécessite temporairement une importante main d’œuvre : il faut des coupeurs, des porteurs (de hottes ou de cagettes) et des trieurs (à la réception en cuverie). Sur les parcelles les moins valorisées, les vendanges peuvent être réalisées mécaniquement avec une machine à vendanger ou une tête de récolte montée sur un enjambeur.

### Rendements
Les rendements sont limités par le cahier des charges de l'appellation à un maximum de 50 hectolitres par hectare pour les vins rouges, 57 hl/ha pour les blancs et 60 hl/ha pour les rosés. Chaque année, ces rendements maximum peuvent être modifiés à la hausse ou à la baisse par un arrêté du ministère de l'Agriculture, dans la limite des rendements butoirs de l'appellation, fixés à 58 hectolitres par hectare en rouge, à 64 hl/ha en blanc et 65 en rosé. 
Comme toutes les autres appellations, le syndicat des producteurs de marsannay peut demander auprès de l'INAO un « volume complémentaire individuel » (VCI) pour compenser une possible année de production inférieure en quantité ou en qualité : il s'agit d'une partie de la récolte, comprise entre le rendement maximum de l'appellation et le rendement butoir (c'est un dépassement de rendement) qui peut être mise en réserve et vendue plus tard assemblée avec le millésime de l'année suivante (dans la limite de 15 %). Le VCI en marsannay rouge est limité à 10 hl/ha par année avec un stockage maximal de 25 hl/ha, en marsannay blanc à 11 hl/ha avec un stockage maximal de 28, et en marsannay rosé à 12 hl/ha avec stockage maximal de 30 hl/ha.
Selon les Douanes, les rendements réels étaient en 2023 de 52 hl/ha en rouge, 52 hl/ha en blanc et 60 hl/ha en rosé.
Les rendements officiels récents sont, pour le vin rouge  :
| Année | Superficie (ha) | Production (hl) | Rendement (hl/ha) |
| ----- | --------------- | --------------- | ----------------- |
| 2020  | 214             | 6 746           | 32                |
| 2021  | 211             | 6 350           | 30                |
| 2022  | 214             | 9 827           | 46                |
| 2023  | 218             | 11 417          | 52                |
| 2024  | 245             | 4 489           | 18                |

pour le blanc  :
| Année | Superficie (ha) | Production (hl) | Rendement (hl/ha) |
| ----- | --------------- | --------------- | ----------------- |
| 2020  | 49              | 1 938           | 39                |
| 2021  | 50              | 1 338           | 27                |
| 2022  | 51              | 2 387           | 47                |
| 2023  | 52              | 2 722           | 52                |
| 2024  | 52              | 1 734           | 34                |

et pour le rosé  :
| Année | Superficie (ha) | Production (hl) | Rendement (hl/ha) |
| ----- | --------------- | --------------- | ----------------- |
| 2020  | 13              | 462             | 35                |
| 2021  | 12              | 471             | 38                |
| 2022  | 16              | 833             | 51                |
| 2023  | 14              | 850             | 60                |
| 2024  | 9               | 125             | 14                |

Les rendements faibles de 2024 sont le reflet d'une année difficile d'un point de vue quantitatif, à cause des conditions météorologiques en Bourgogne : fin d'hiver doux, avec un débourrement rapide, suivi d'un gel en avril et de grêle à différentes périodes. Le vignoble du marsannay n'a pas été épargné, et cela se traduit par une faible production.

## Vins
En 2023, la production était totale était de 14 988 hectolitres (un hectolitre = 100 litres = 133 bouteilles de 75 cl), dont 11 416,8 hl de marsannay rouge, 2 721,91 hl de blanc et 849,92 hl de rosé. En 2004-2008, la moyenne était de 9 773 hectolitres par an, dont 6 317 hl de rouge, 1 698 hl de blanc et 1 758 hl de rosé.

### Titres alcoométriques volumique minimal et maximal
| AOC                           | Rouge   | Rouge   | Blanc   | Blanc   | Rosé    | Rosé    |
| Titre alcoométrique volumique | minimal | maximal | minimal | maximal | minimal | maximal |
| Marsannay                     | 10,5 %  | 13,5 %  | 11 %    | 13,5 %  | 10,5 %  | 13 %    |

### Vinification et élevage
Il existe des petites différences de méthode de vinification et d'élevage entre les différents viticulteurs et négociants.

#### Vinification en rouge
La récolte des raisins se fait à maturité et de façon manuelle ou mécanique. La vendange manuelle est le plus souvent triée, soit à la vigne soit à la cave avec une table de tri, ce qui permet d'enlever les grappes pourries ou insuffisamment mûres. La vendange peut être tout ou partie éraflée à la machine (l'érafloir), la rafle entière rajoutant des tanins, de l'amertume et de l'acidité. Pour faire du vin rouge, les raisins ne sont pas pressés immédiatement, pour que la matière solide (pépins, pellicule et pulpe) puisse donner de la couleur, des tanins et du goût au jus (traditionnellement, les raisins étaient seulement foulés) par macération en cuve. Une macération pré-fermentaire à froid peut être pratiquée, notamment en blanc. La fermentation alcoolique peut démarrer, le plus souvent après un levurage. Commence alors le travail d'extraction des polyphénols (tanins, anthocyanes) et autres éléments qualitatifs du raisin (polysaccharides etc.). L'extraction se faisait par pigeage, opération qui consistait à enfoncer le chapeau de marc dans le jus en fermentation à l'aide d'un outil en bois ou aujourd'hui d'un robot pigeur hydraulique. Plus couramment, l'extraction est conduite par des remontages, opération qui consiste à pomper le jus depuis le bas de la cuve pour arroser le chapeau de marc et ainsi lessiver les composants qualitatifs du raisin. Les températures de fermentation alcoolique peuvent être plus ou moins élevées suivant les pratiques de chaque vinificateur avec une moyenne générale de 28 à 35 degrés au maximum de la fermentation. La chaptalisation est réalisée si le degré naturel est insuffisant : cette pratique est réglementée.
À l'issue d'une fermentation alcoolique d'une dizaine de jours, le vin est décuvé (on obtient le vin de goutte) tandis que le marc restant est pressé (le vin de presse), puis le mélange des deux jus est d'abord débourbé quelques heures (par gravitation) et la fermentation malolactique est lancée. Enfin, le vin est soutiré et mis en fûts (entonné) ou cuves pour son élevage : le vin s'enrichit lentement au contact des lies. Dans le cas de l'emploi de fût, plus favorable à une micro-oxygénation mais qui doivent être ouillés régulièrement, une partie du vin peut être mise dans des fûts neufs ou vieux d'une année, lui donnant un goût légèrement boisé. L'élevage se poursuit pendant plusieurs mois (au moins jusqu'au 15 juin de l'année suivante) puis le vin est le plus souvent collé et filtré avant d'être mis en bouteilles.

#### Vinification en blanc

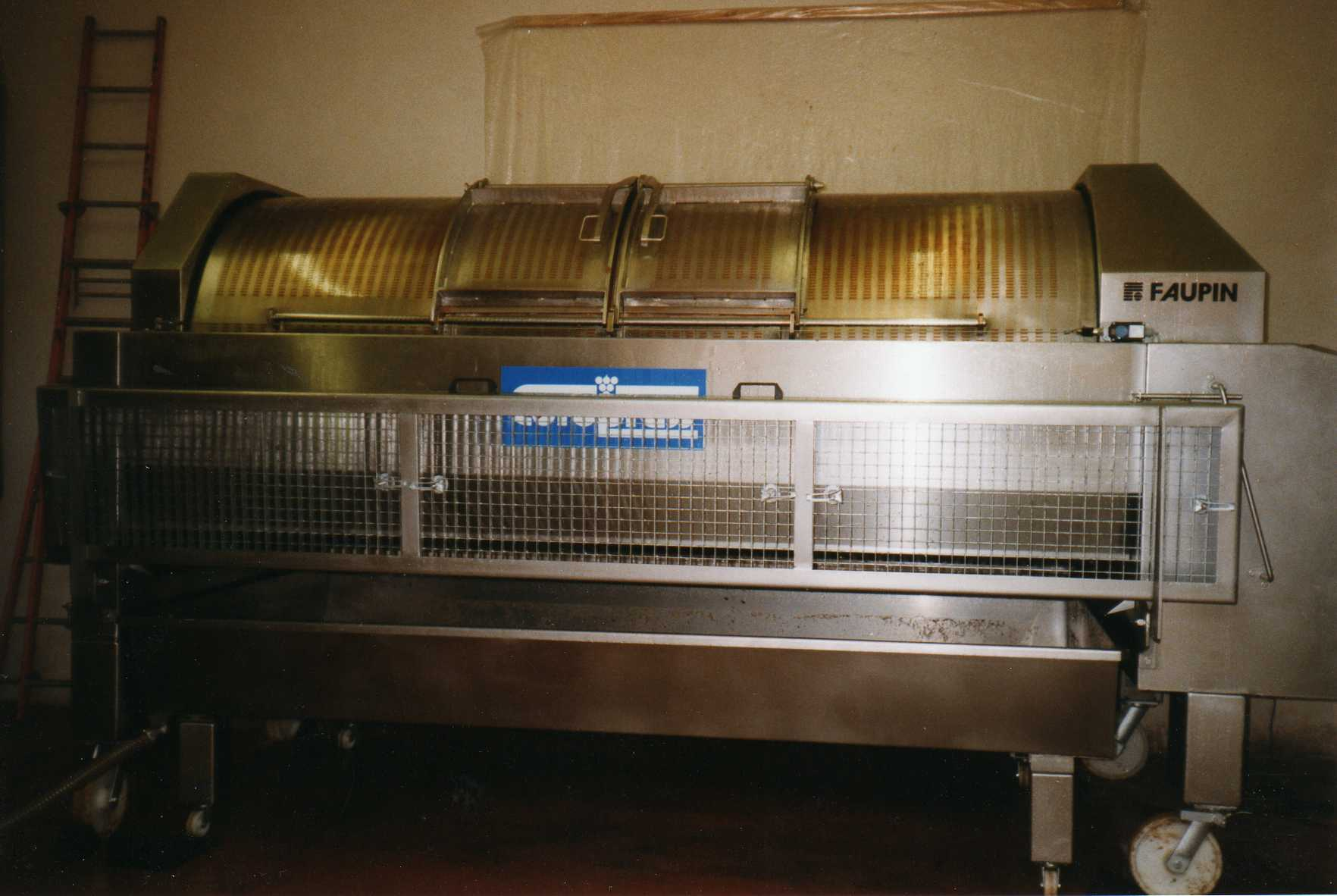
Pressoir pneumatique servant au pressurage.

Comme pour le rouge, la récolte est manuelle ou mécanique et peut être triée. Les raisins sont ensuite transférés dans un pressoir pour le pressurage. Une fois le moût en cuve, le débourbage est pratiqué généralement après un enzymage. À ce stade, une stabulation préfermentaire à froid (environ 10 à 12 degrés pendant plusieurs jours) peut être recherchée pour favoriser l'extraction des arômes. Mais le plus souvent, après 12 à 48 heures, le jus clair est soutiré et mis à fermenter. La fermentation alcoolique se déroule avec un suivi tout particulier pour les températures qui doivent rester à peu près stables (18 à 24 degrés). La chaptalisation est aussi pratiquée pour augmenter le titre alcoométrique volumique si nécessaire. La fermentation malolactique est réalisée en fûts ou en cuves. Les vins sont élevés « sur lies », en fûts, dans lesquels le vinificateur réalise régulièrement un « bâtonnage », c'est-à-dire une remise en suspension des lies. Cette opération dure pendant plusieurs mois au cours de l'élevage des blancs. À la fin, la filtration du vin est pratiquée pour rendre les vins plus limpides et limiter les accidents de bouteille (les bactéries sont éliminées, mais cela « appauvrit » un peu le vin). La mise en bouteille (au domaine ou chez un intervenant) clôture l'opération.

#### Vinification en rosé
La vendange du raisin se fait à la main ou le plus souvent à la machine ; la récolte est parfois triée. Deux méthodes sont utilisées avec soit le pressurage (rosé de pressurage) soit une mise en cuve de la vendange pour un début de macération : c'est la saignée (rosé de saignée), effectuée avec le tirage du jus de la cuve. La fermentation alcoolique se passe en cuve comme pour le blanc avec suivi de température, chaptalisation, etc. La fermentation malolactique suit. L'élevage se passe en cuve, parfois en fût). Enfin, le vin est filtré et mis en bouteille.

### Gastronomie

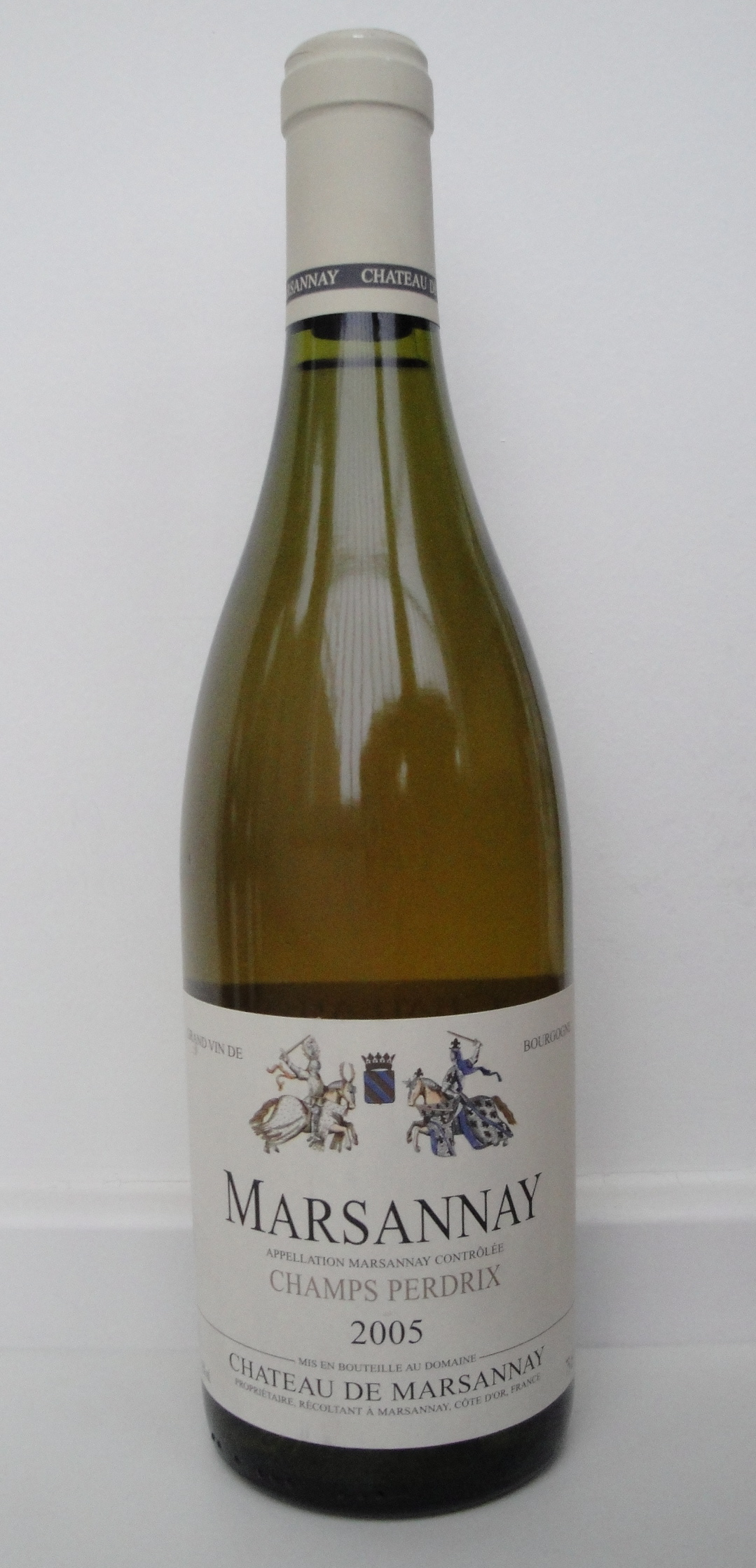
Une bouteille de marsannay blanc « Champs Perdrix » (un climat de Couchey).

Les marsannay rouges ont une robe rubis sur leur jeunesse, plus grenat avec l'âge ; le nez a la réputation d'être sur les fruits rouges (griotte, fraise ou cassis), puis d'évoluer vers le sous-bois, le cuir et les épices douces. Les tanins du marsannay rouge se marieront avec une viande rouge grillée ou accompagneront des fromages puissants (époisses, ou Ami du Chambertin).
Les blancs ont une robe dorée, avec un nez plutôt floral (aubépine ou acacia) ; la bouche est plutôt minérale, moins intense que les blancs de la côte de Beaune, souvent décrit comme ayant de la vivacité. Le blanc peut s'allier avec des poissons, de la volaille, des entrées à base de légumes, du jambon persillé, ou des fromages à pâtes pressées.
Les marsannay rosés ont des robes œil de perdrix, groseille ou saumon (en fonction de la durée de macération et de l'âge) ; le nez est souvent décrit comme fruité (pêche de vigne, groseille) ; la bouche acidulée. À boire avec de la charcuterie, une viande blanche, une grillade au barbecue, ou certains poissons (rouget, thon mariné et grillé, carpaccio de saumon).

### Garde et température de service
Pour des vins de la côte de Nuits, les rouges de Marsannay sont ceux qui peuvent se boire un peu plus jeunes, gagnant à rester deux à cinq années en cave, les meilleures cuvées se révélant des vins de garde. Les blancs peuvent se garder de façon optimale jusqu'à cinq ans (variable selon le millésime, le producteur et la cuvée). Les rosés sont à boire jeune, sous deux ou trois ans.
La température de service conseillée pour les rouges est de 15 à 17 °C (pas complètement chambrés), tandis que celle pour les blancs et rosés est de 12 à 13 °C (pas trop frais).

## Économie

### Structure des exploitations
Il existe des domaines viticoles de tailles différentes, ceux installés dans les trois villages ou les communes voisines possédant le plus souvent plusieurs parcelles dispersées sur l'aire d'appellation, proposant ainsi une gamme. Les producteurs plus lointains ne proposent en général qu'une cuvée de marsannay, comme entrée de gamme.
Une partie des domaines mettent tout ou partie de leurs propres vins en bouteilles et en assurent aussi la vente. Les autres, ainsi que ceux qui ne vendent pas tous leurs vins en bouteilles, les vendent aux maisons de négoce. Ces maisons de négoce achètent, en général, le vin fait (vin fini) mais aussi parfois en raisin ou en moût. Elles achètent aux domaines en passant parfois par un courtier en vin qui sert d'intermédiaire moyennant une commission de l'ordre de 2 % à la charge de l'acheteur. Plusieurs vignerons complètent leur production en achetant des moûts à d'autres viticulteurs.

### Prix des vignes
Le prix de l'ouvrée de vignes (un hectare étant subdivisé en 24 ouvrées) au sein de l'appellation est estimé pour 2014 à environ 4 800 euros pour une parcelle de marsannay rouge ou blanc et de 2 500 € pour du rosé. À titre de comparaison avec les appellations voisines, l'ouvrée classée en bourgogne hautes-côtes-de-nuits rouge est à 1 600, tandis que les premiers crus de fixin sont à 11 800 €.
Pour une comparaison entre les appellations, on peut aussi prendre les prix pratiqués (en € pour une pièce de 228 litres) officiellement pour le calcul des fermages en 2024, qui fournissent une hiérarchie :
- bourgogne hautes-côtes-de-nuits rouge, 1 358 ;
- marsannay rosé, 1 498 ;
- marsannay blanc, 2 222 ;
- côte-de-nuits-villages blanc, 2 331 ;
- marsannay rouge, 2 427 ;
- côte-de-nuits-villages rouge, 2 443 ;
- fixin rouge, 2 647 ;
- fixin blanc, 2 682 ;
- fixin premier cru rouge, 4 263 ;
- fixin premier cru blanc, 4 573 ;
- gevrey-chambertin rouge, 5 803.

### Commercialisation
La commercialisation de cette appellation se fait par divers canaux de vente : dans les caveaux des viticulteurs, dans les salons des vins (vignerons indépendants, etc.), dans les foires gastronomiques, par exportation, dans les cafés, hôtels et restaurants (CHR), ainsi que dans les grandes et moyennes surfaces (GMS).

### Les producteurs de l'appellation
Le site du BIVB propose une liste d'une quarantaine de producteurs de l'appellation, dont quinze installés à Marsannay-la-Côte et six à Couchey ; 26 ont ouvert ensemble un point de vente en 2022, caveau appelé « Le Marsannay » :
- maison Antoine Emmanuel, à Vougeot ;
- domaine Charles Audoin, à Marsannay-la-Côte ;
- domaine Ballorin & F., à Morey-Saint-Denis ;
- domaine Bart, à Marsannay-la-Côte ;
- domaine Bizot, à Vosne-Romanée ;
- domaine René Bouvier, à Gevrey-Chambertin ;
- domaine Hervé Charlopin, à Marsannay-la-Côte ;
- domaine Philippe Charlopin, à Gevrey-Chambertin ;
- domaine Bruno Clair, à Marsannay-la-Côte ;
- domaine Clavelier & Fils, à Nuits-Saint-Georges ;
- domaine Clémancey, à Couchey ;
- domaine du Clos Saint-Louis, à Fixin ;
- domaine Bernard Coillot Père et Fils, à Marsannay-la-Côte ;
- domaine Collotte, à Marsannay-la-Côte ;
- domaine Derey Frères, à Couchey ;
- domaine de l'Université de Bourgogne, à Marsannay-la-Côte ;
- domaine des Loups, à Chaux ;
- domaine du Château de Marsannay, à Marsannay-la-Côte ;
- maison Loïc Forin, à Bligny-lès-Beaune ;
- domaine Fougeray de Beauclair, à Marsannay-la-Côte ;
- domaine Denis Fournier, à Couchey ;
- domaine Jean Fournier, à Marsannay-la-Côte ;
- domaine Jérôme Galeyrand, à Brochon ;
- maison Camille Giroud, à Beaune ;
- domaine Alain Guyard, à Marsannay-la-Côte ;
- domaine Olivier Guyot, à Marsannay-la-Côte ;
- domaine Huguenot Père et fils, à Marsannay-la-Côte ;
- domaine Ghislain Kohut, à Couchey ;
- maison Romane, à Nuits-Saint-Georges ;
- domaine Les Astrelles, à Gevrey-Chambertin ;
- domaine Georges Lignier et Fils, à Morey-Saint-Denis ;
- domaine Isabelle Lippe, à Brochon ;
- maison Lou Dumont, à Gevrey-Chambertin ;
- maison Louis Latour, à Beaune ;
- maison Magnien-Lagarrigue-Cairol (MLC), à Beaune ;
- domaine Armelle et Jean-Michel Molin, à Fixin ;
- domaine Mongeard-Mugneret, à Vosne-Romanée ;
- domaine Thierry Mortet, à Gevrey-Chambertin ;
- domaine Philippe Naddef, à Fixin ;
- domaine Sylvain Pataille, à Marsannay-la-Côte ;
- maison Patriarche Père et Fils, à Beaune ;
- domaine Philippe Robert et fils, à Couchey ;
- domaine Gérard Seguin, à Gevrey-Chambertin ;
- domaine Sirugue Père et Fils, à Couchey ;
- domaine Trapet Père et Fils, à Gevrey-Chambertin ;
- domaine du Vieux Collège (Eric Guyard), à Marsannay-la-Côte.